# Ilse Koch

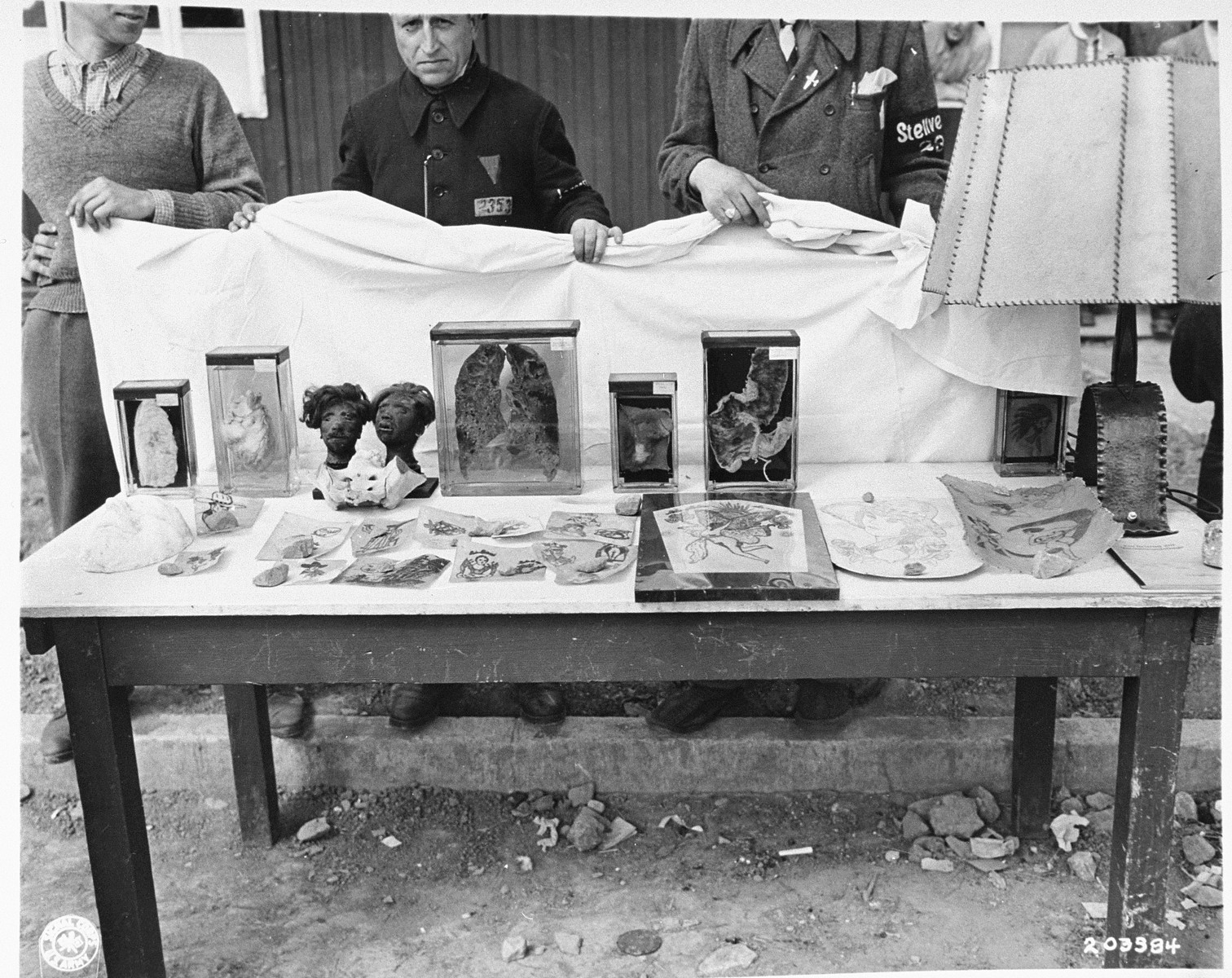
Uit de verzameling van Ilse Koch, op de voorgrond getatoeëerde huid

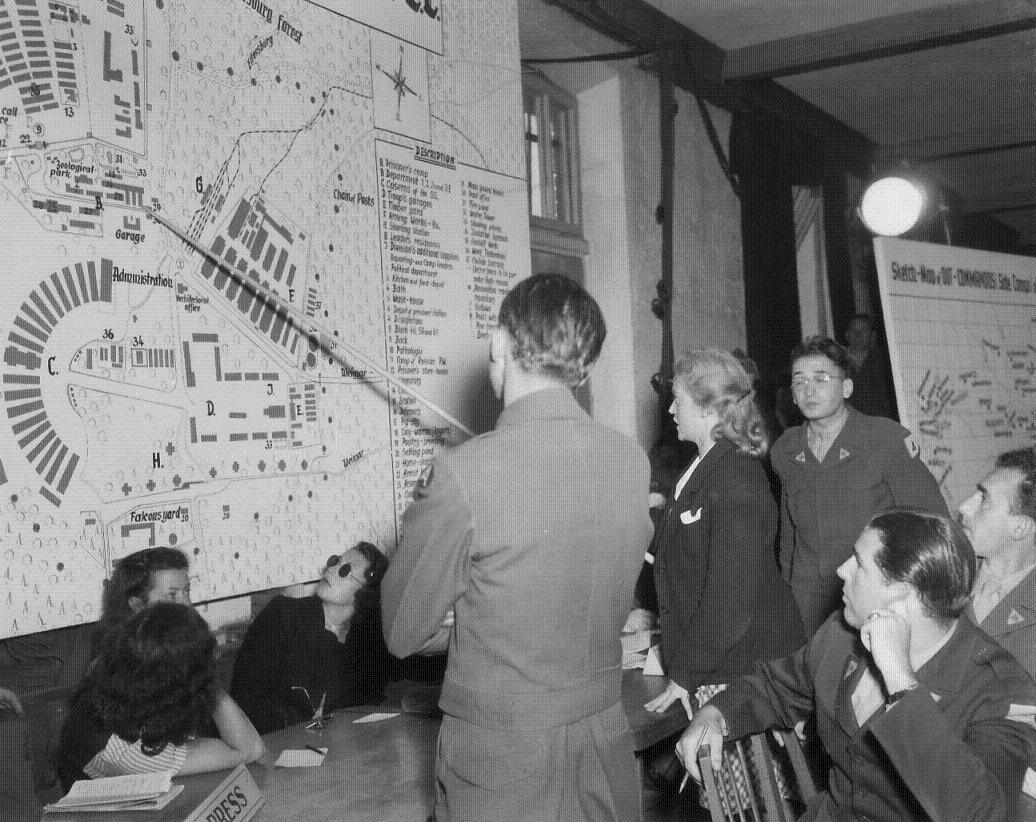
Ilse Koch voor het tribunaal in 1947

Ilse Koch (geboren als Köhler; Dresden, 22 september 1906 – Aichach, 1 september 1967) was de echtgenote van SS-kolonel Karl Koch, die tijdens de Tweede Wereldoorlog aan het hoofd stond van concentratiekampen Buchenwald (1937-1941) en Majdanek (1941-1943).

## Biografie
Koch was secretaresse. In 1932 sloot ze zich aan bij de nazi's. In 1935 ging ze aan het werk in Sachsenhausen, waar ze Karl Koch ontmoette, met wie ze in 1936 trouwde. In 1937 kreeg Karl de opdracht om Buchenwald te laten bouwen, Ilse verhuisde met hem mee en werd een van de opzichters binnen het kamp.
Koch bemoeide zich veelvuldig met het werk van haar man. Op Buchenwald kreeg ze de bijnaam "Die Hexe von Buchenwald" (De heks van Buchenwald) van de gevangenen, vanwege haar sadistische uitspattingen. Vaak reed ze te paard door het kamp om willekeurige gevangenen zweepslagen toe te dienen. Koch was berucht om het verzamelen van stukken huid van vermoorde gevangenen met daarop opvallende tatoeages. Na de bevrijding vonden de geallieerden ook twee gekrompen hoofden, al bleken deze later uit een museum afkomstig te zijn. Het gerucht dat ze lampenkappen van mensenhuid liet maken is echter onwaar gebleken. Twee lampen die daarvan verdacht werden bleken van geitenleer. 
Na de oorlog werd 'de heks van Buchenwald' door een tribunaal voor oorlogsmisdaden oorspronkelijk veroordeeld tot een levenslange gevangenisstraf. Later werd dat omgezet in een straf van vier jaar wegens onvoldoende bewijs. Toen ze in 1951 vrijkwam, werd ze meteen weer opgepakt en door een Duitse rechtbank opnieuw tot levenslang veroordeeld. In een gevangenis in Aichach pleegde ze op 1 september 1967 uiteindelijk zelfmoord door verhanging.

## Film
In 1975 verscheen er in Amerika een film genaamd Ilsa, She Wolf of the SS, over een kampcommandante die sadistische experimenten uitvoerde op gevangenen. Dit karakter was (losjes) gebaseerd op Koch. De film kreeg drie vervolgen, genaamd Ilsa, Harem Keeper of the Oil Sheiks (1976), Ilsa, the Wicked Warden (1977) en Ilsa, the Tigress of Siberia (1977). Het titelpersonage werd in alle delen gespeeld door de Amerikaanse actrice Dyanne Thorne.